# حوض الصحراء
حوض الصحراء، هو نظام طبقة مياه جوفية تغطي معظم الصحراء الجزائرية والتونسية ويمتد إلى ليبيا، ويحيط بكامل العرق الشرقي الكبير.

## تاريخ
هناك بحرا كبيرا من المياه الجوفية وأن نحو 700 ألف كلم2 من هذه المياه توجد في الجزائر، بينما يوجد نحو 250 ألف كلم2 في ليبيا و80 ألف كلم2 في تونس.